# Hodkovice nad Mohelkou (stacja kolejowa)
Hodkovice nad Mohelkou – stacja kolejowa w Hodkovicach nad Mohelkou, w kraju libereckim, w Czechach. Znajduje się na wysokości 375 m n.p.m.
Jest zarządzana przez Správę železnic. Na stacji nie ma możliwości zakupu biletów, a obsługa podróżnych odbywa się w pociągu.

## Linie kolejowe
- 030 Jaroměř - Liberec